# ローゼンダール (ドイツ)
ローゼンダール (ドイツ語: Rosendahl) は、ドイツ連邦共和国ノルトライン＝ヴェストファーレン州ミュンスター行政管区のコースフェルト郡に属す町村（以下、本項では便宜上「町」と記述する）である。この町はミュンスターラント西部、コースフェルトとシュタインフルトとの間に位置している。

## 地理

### 位置
ローゼンダールは、ミュンスターラント西部のバウム山地の麓に位置している。ダールフェルト地区からフェヒテ川が湧出している。この川は、ニーダーザクセン州を経由してオランダを流れ、アイセル湖に注いでいる。また、ホルトヴィック地区からはディンケル川が湧出する。この川もやはりミュンスターラント西部を流れ、ノイエンハウス（グラーフシャフト・ベントハイム郡）付近でフェヒテ川に合流する。

### 隣接する市町村
北はレヒデン、シェッピンゲン、ホルストマール、東はラール、南東はビラーベック、南西は郡庁所在地のコースフェルト、西はゲッシャーと境を接している。西の近隣都市シュタットホルンとは町境を接していない。コースフェルト郡で最北の町であるローゼンダールは、北西はボルケン郡、北東はシュタインフルト郡の市町村と境を接している。

### 自治体の構成
| 地区名           | 人口（人） | ローゼンダール地区図 |
| ダールフェルト   | 2,980      | ローゼンダール地区図 |
| ホルトヴィック   | 3,698      | ローゼンダール地区図 |
| オスターヴィック | 4,864      | ローゼンダール地区図 |
| 計               | 11,542     | ローゼンダール地区図 |

人口は、2024年9月30日現在の数値である。

## 歴史
ローゼンダールという地名は元々、ダールフェルトとオスターヴィックとの間の場所を指す言葉で、この窪地 (dael/dahl) はロサ・コリンビフェラの好適地であった。この土地は、1826年ないしは1847年に分割されるまでダールフェルトとオスターヴィックの共同牧草地として利用されていた。新しい自治体にこの地名を採用することで自治体統一の意思を印象づけている。

### 町村合併
890年に初めて文献に記録されているダールフェルト、ホルトヴィック、オスターヴィクはかつて独立した町村としてアムトベツィルク・オスターヴィックに属していた。1969年7月1日に、それまで独立した町村であったダールフェルトとオスターヴィックが合併し、新たな町村ローゼンダールが成立した。1975年1月1日にホルトヴィックがこれに加わった。

## 行政

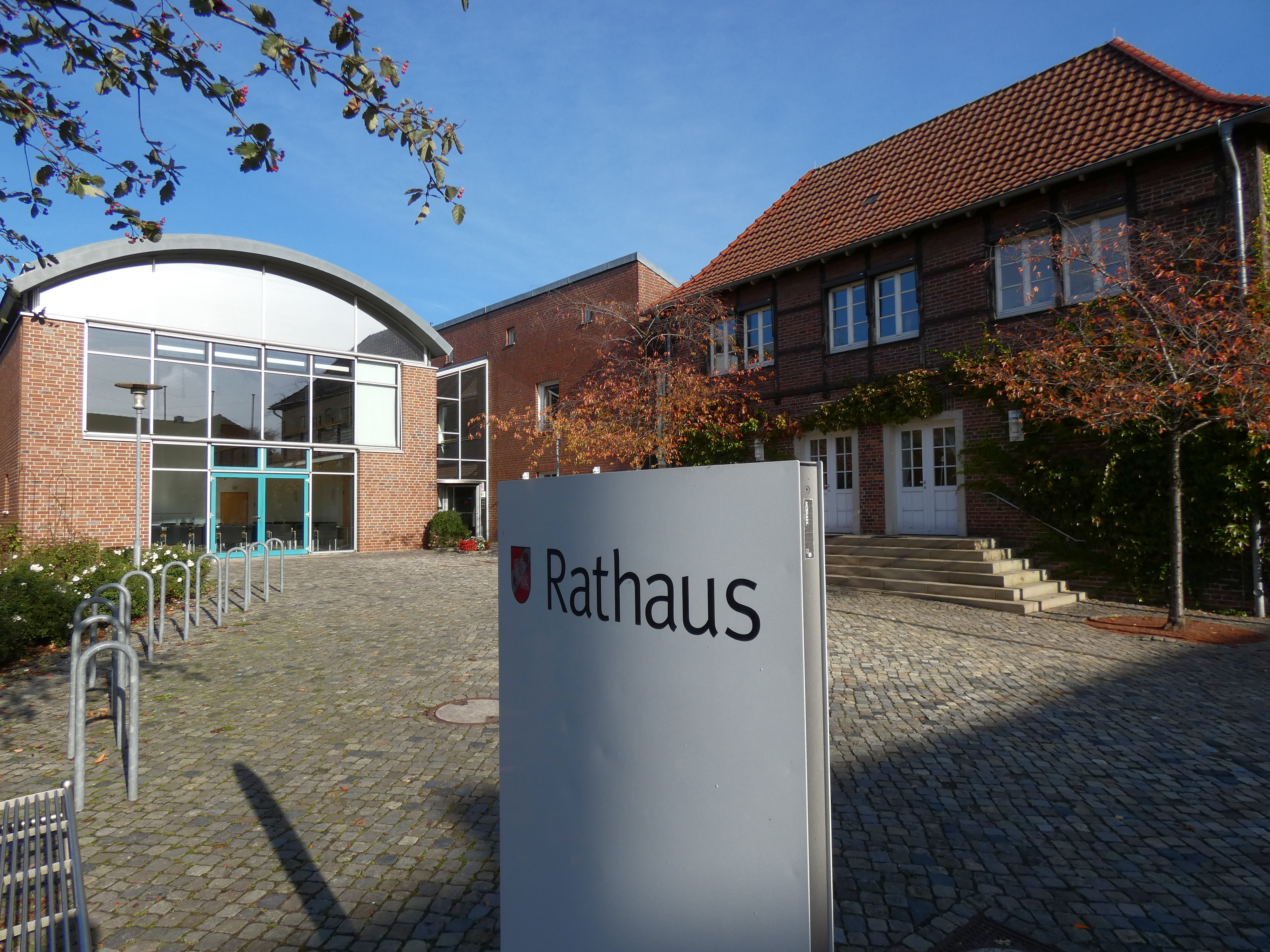
ローゼンダール町役場

### 議会
ローゼンダールの町議会は、26議席からなる。

### 首長
クリストフ・ゴットハイル（無所属）が2015年から町長を務めている。彼は2020年の町長選挙でも 84.35 % の支持票を獲得して再選された。

### 紋章、幟、旗
この町は1980年1月25日付けのミュンスター行政管区長官の文書により、紋章、旗および幟の使用権を得た。

ローゼンダールの旗

#### 紋章
図柄: 赤地に銀の逆斜め帯（向かって右上から左下）。帯の中に金の蕊と緑の萼を持つ赤いバラが3輪描かれている。
この紋章は、オスターヴィック家の紋章（斜め帯）と地口要素（バラ = Rosen）の組み合わせで構成されている。史料によればオスターヴィック領主家は、中世に農場集落オスターヴィックの領主館（オスターヴィック館）に住んでいた下級貴族である。斜め帯の中の3輪のばらは、かつて独立していた町村ダールフェルト、ホルトヴィック、オスターヴィックを表すだけでなく、地名を象徴してもいる。

#### 旗と幟
旗は、長辺と平行に幅1:3:1で赤-白-赤に分割され、中央に町の紋章。幟は、長辺と平行に、幅1:3:1で赤-白-赤に分割され、中央上半分に町の紋章。

### 姉妹自治体
- アントラム（フランス語版、英語版）、フォルセ（フランス語版、英語版）、パルネ＝シュル＝ロック（フランス語版、英語版）（いずれもフランス、マイエンヌ県）1970年10月4日

アントラムは人口約2000人、ローゼンダールから約930 kmに位置する。姉妹自治体関係成立に至る最初のコンタクトは1969年に遡る。この町との友好関係には歴史的背景がある。ナポレオンから逃れたトラピスト会修道士らが、1795年に世襲代官アドルフ・ドロステ・ツー・フィッシャーリングの地所にダールフェルト＝ローゼンタール修道院を建設することが許されたことに由来する。1995年9月29日から10月3日にアントラムで姉妹都市締結25周年が祝われた。ここでアントラムに隣接する2つの自治体フォルセとパルネ＝シュル＝ロックが既存の姉妹都市協定に正式に加わることが明らかにされた。

## 文化と見どころ

### 建築

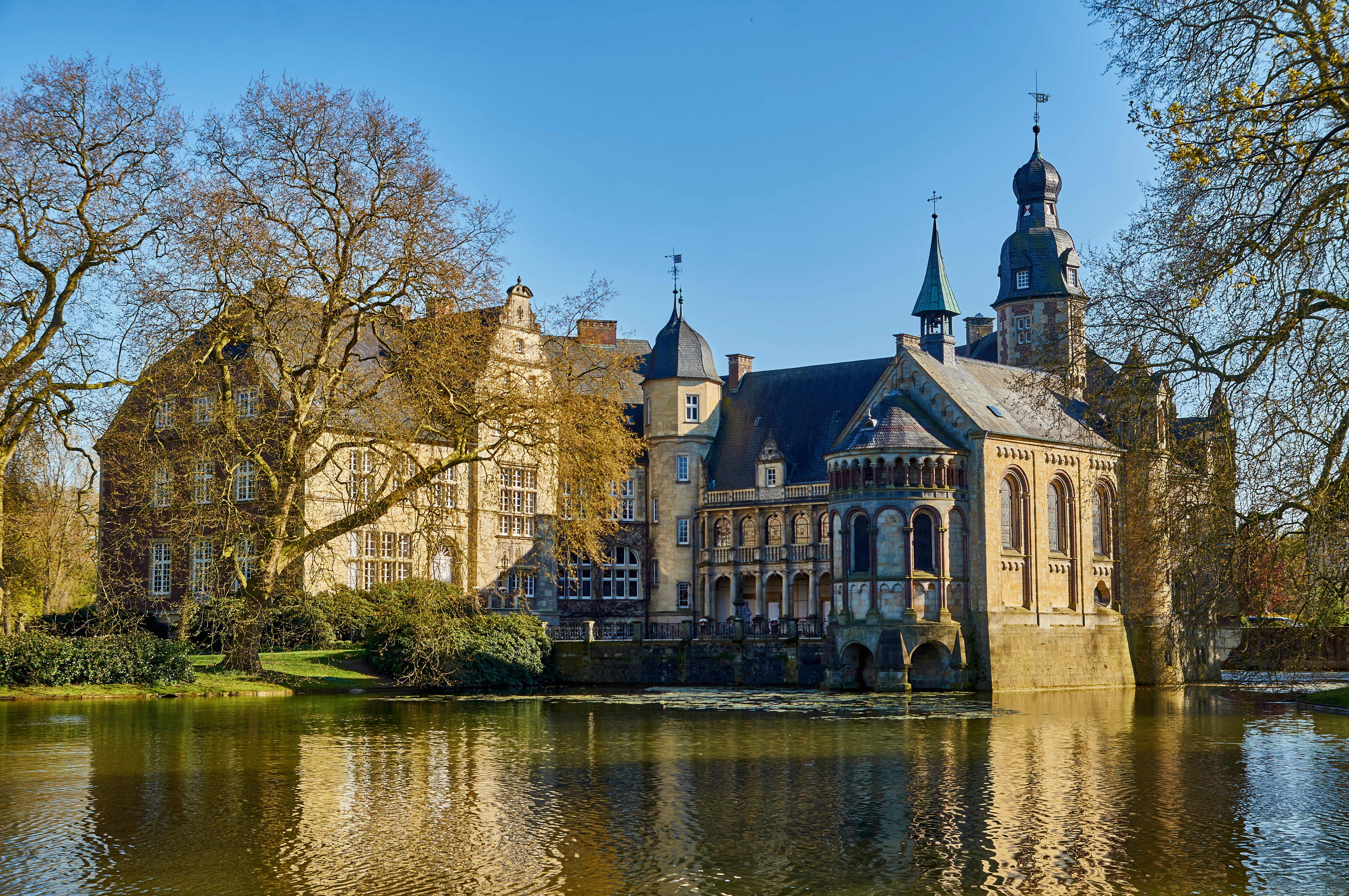
ダールフェルト城

ダールフェルト地区
- 水城ダールフェルト城
- ヘピンゲン礼拝堂　アナ・ゼルプドリット（ドイツ語版、英語版）の聖像を有する。
- 郷土・住民館「バーンホーフ・ダールフェルト」
- ヘピンゲン風車
- 聖ニコラウス教会
- ブルロの水車
- ロッケル館（旧ファルケンブルク）
- グレニンガー館

オスターヴィック地区
- 聖ファビアンおよびゼバスティアン教区教会
- ヴァルラー城

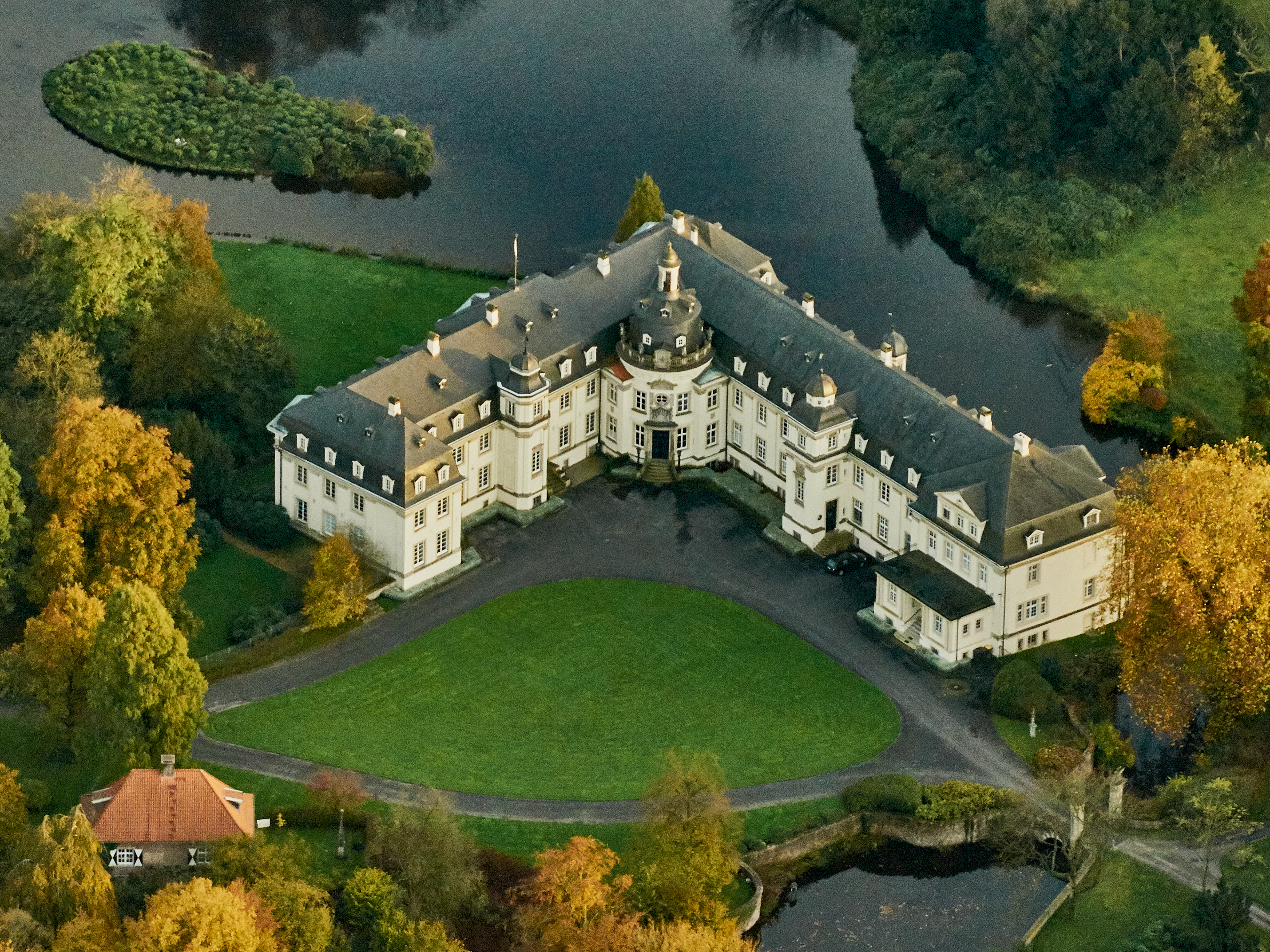
ヴァルラー城

- ヴェールシェ館: 中世の城砦に起源を持つ貴族の館。1900年頃にドロステ・ツー・フィッシャーリング伯の所有となった。

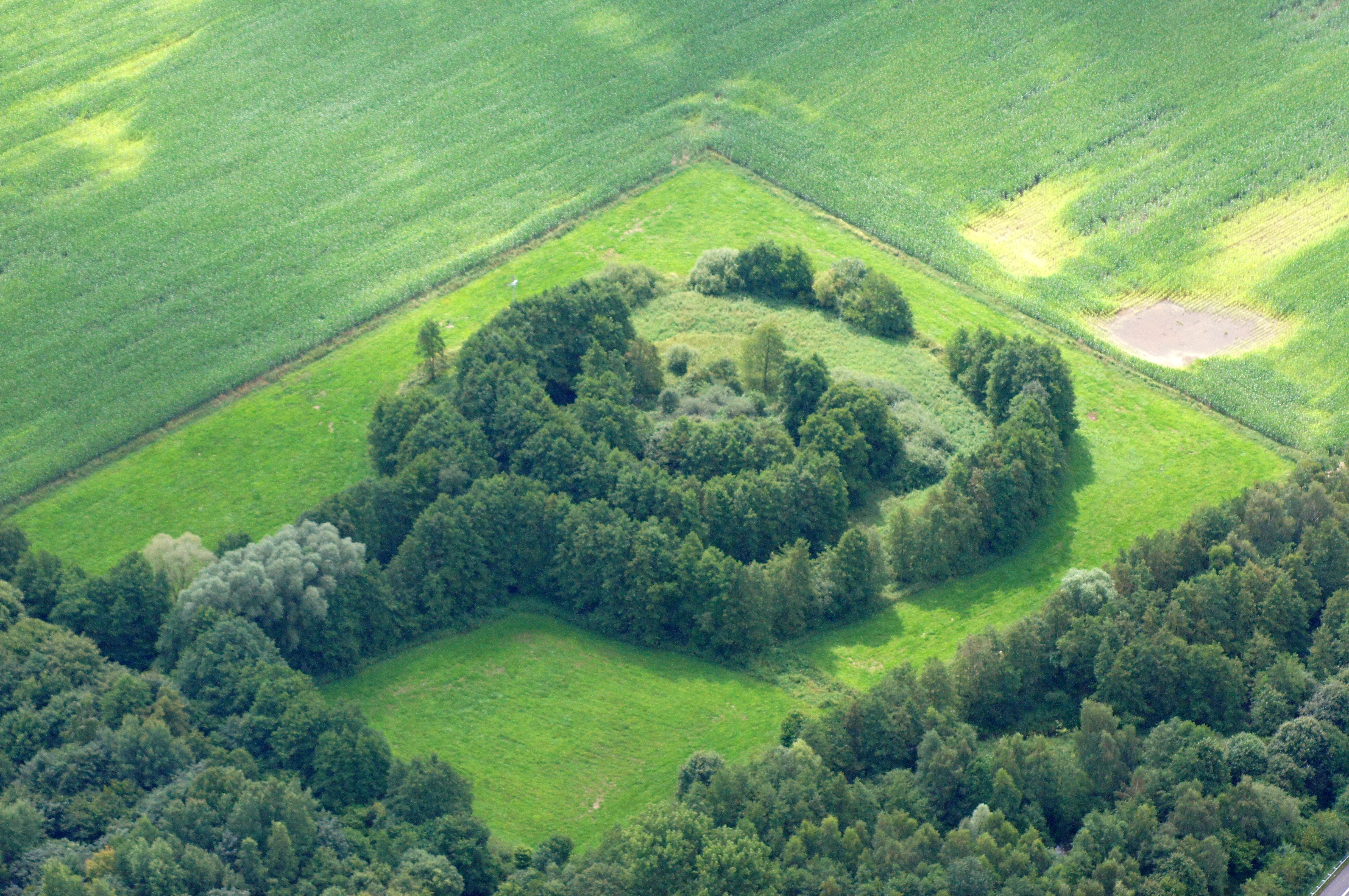
バーレンボルク

ホルトヴィック地区
- ホルトヴィック郷土館
- ホルトヴィック館の楼門
- 聖ニコラウス教会

### 自然文化財
- ホルトヴィッカー・アイ
- バーレンボルク

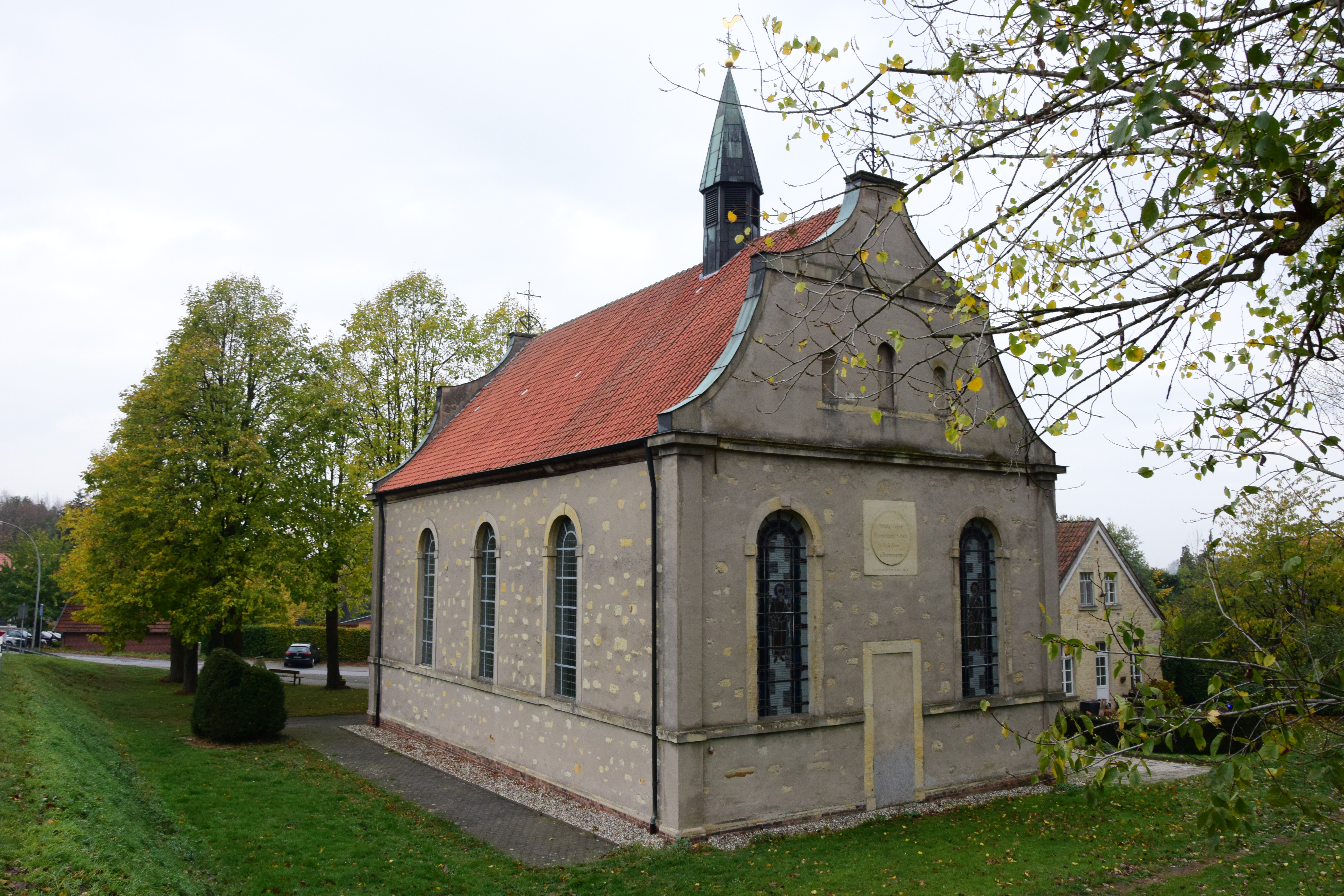
ヘピンゲンの聖アナ礼拝堂
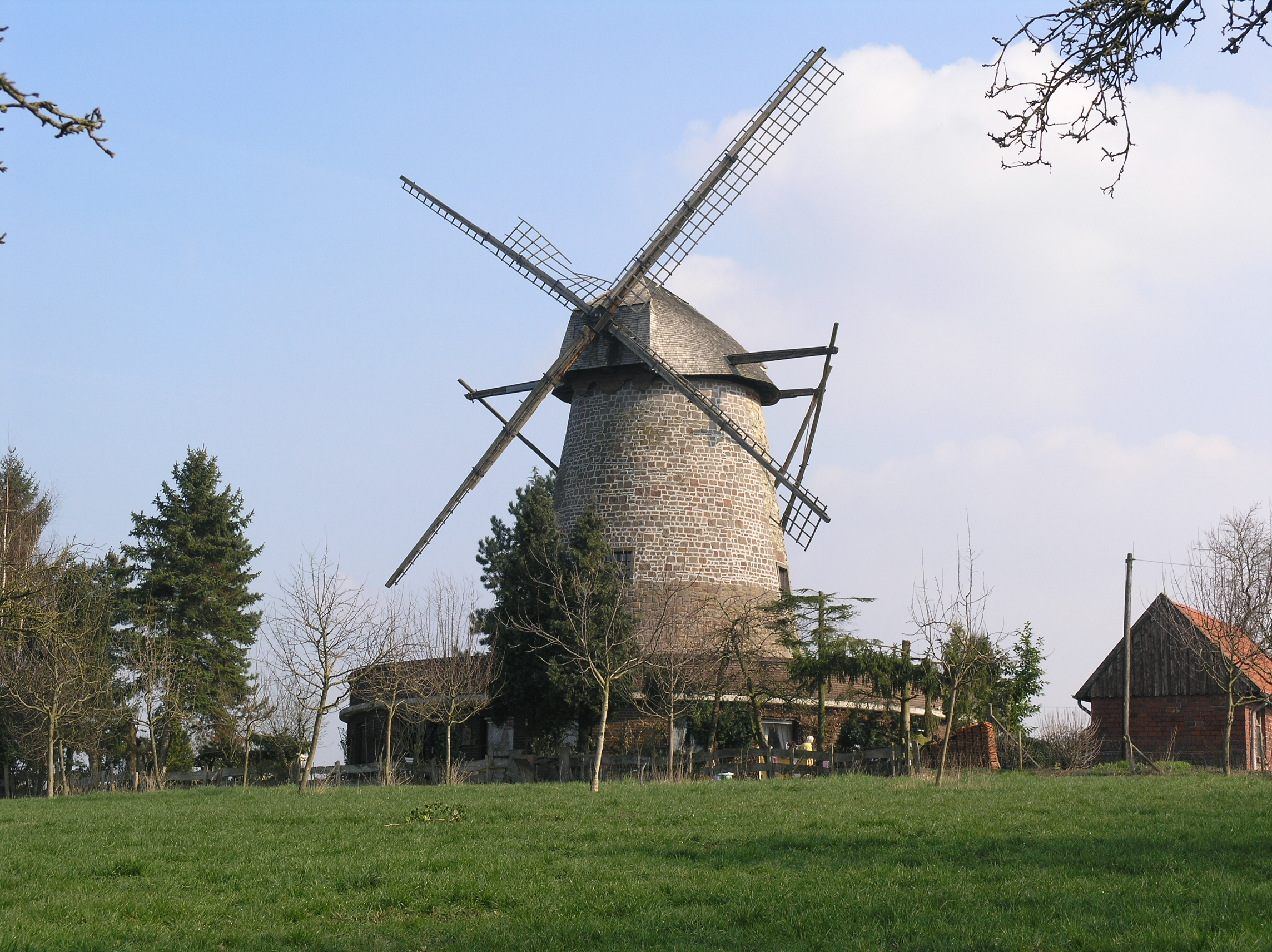
ヘピンゲン風車
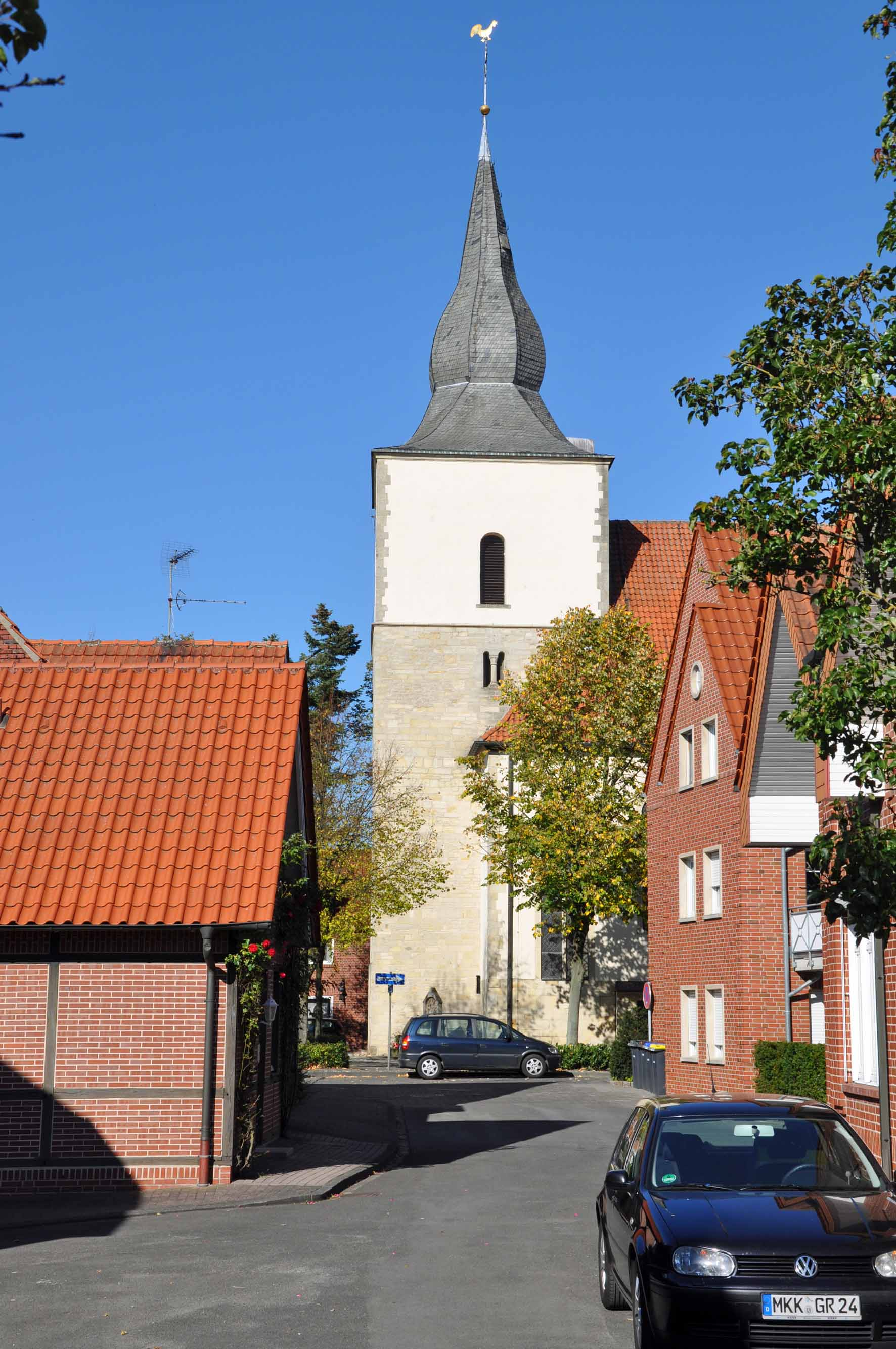
ダールフェルト地区の聖ニコラウス教会
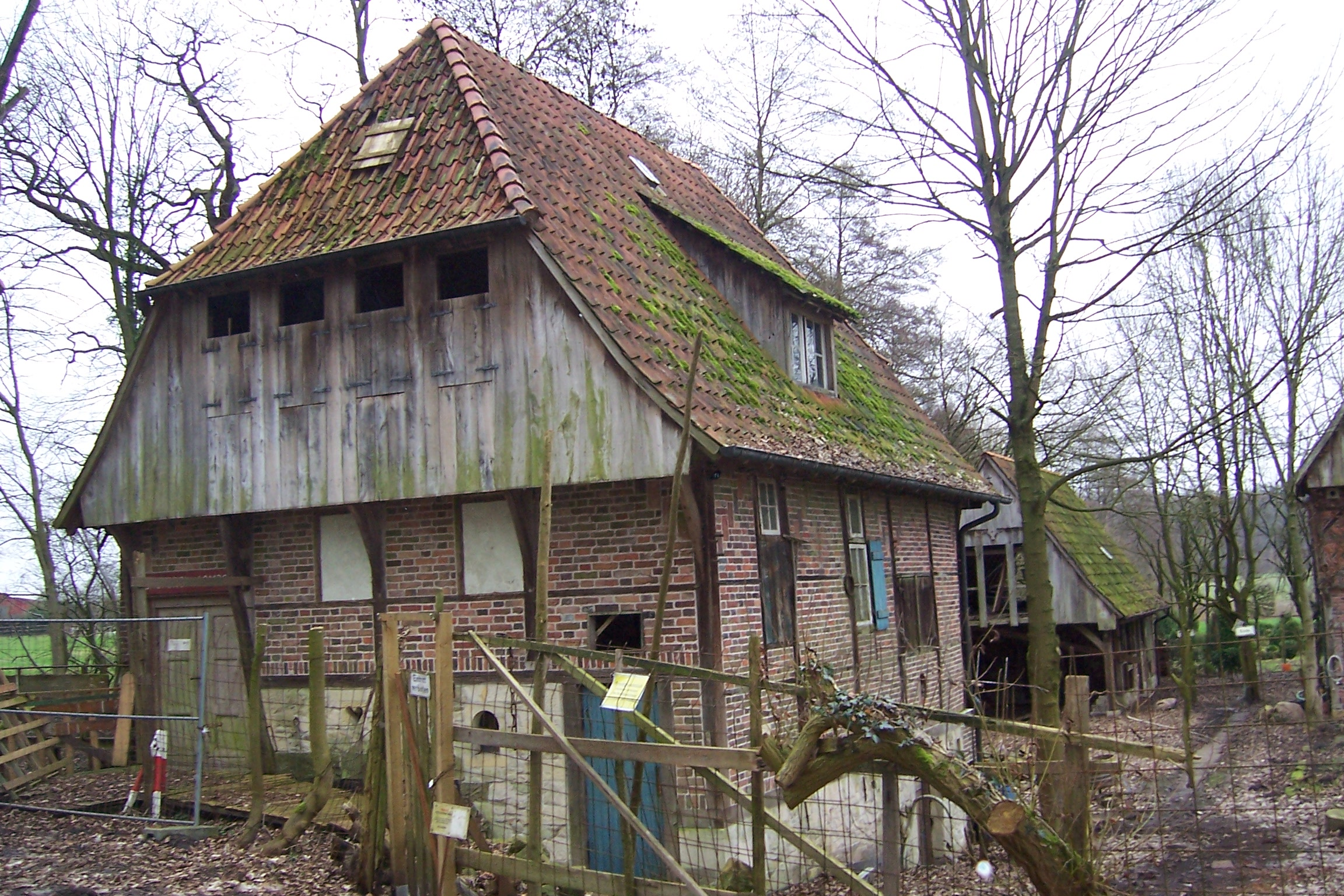
ブルロの水車
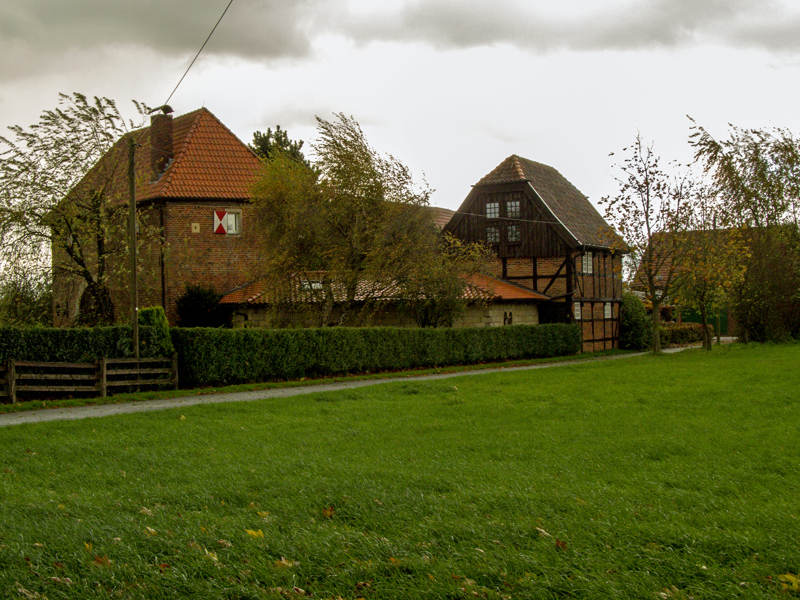
ロッケル館
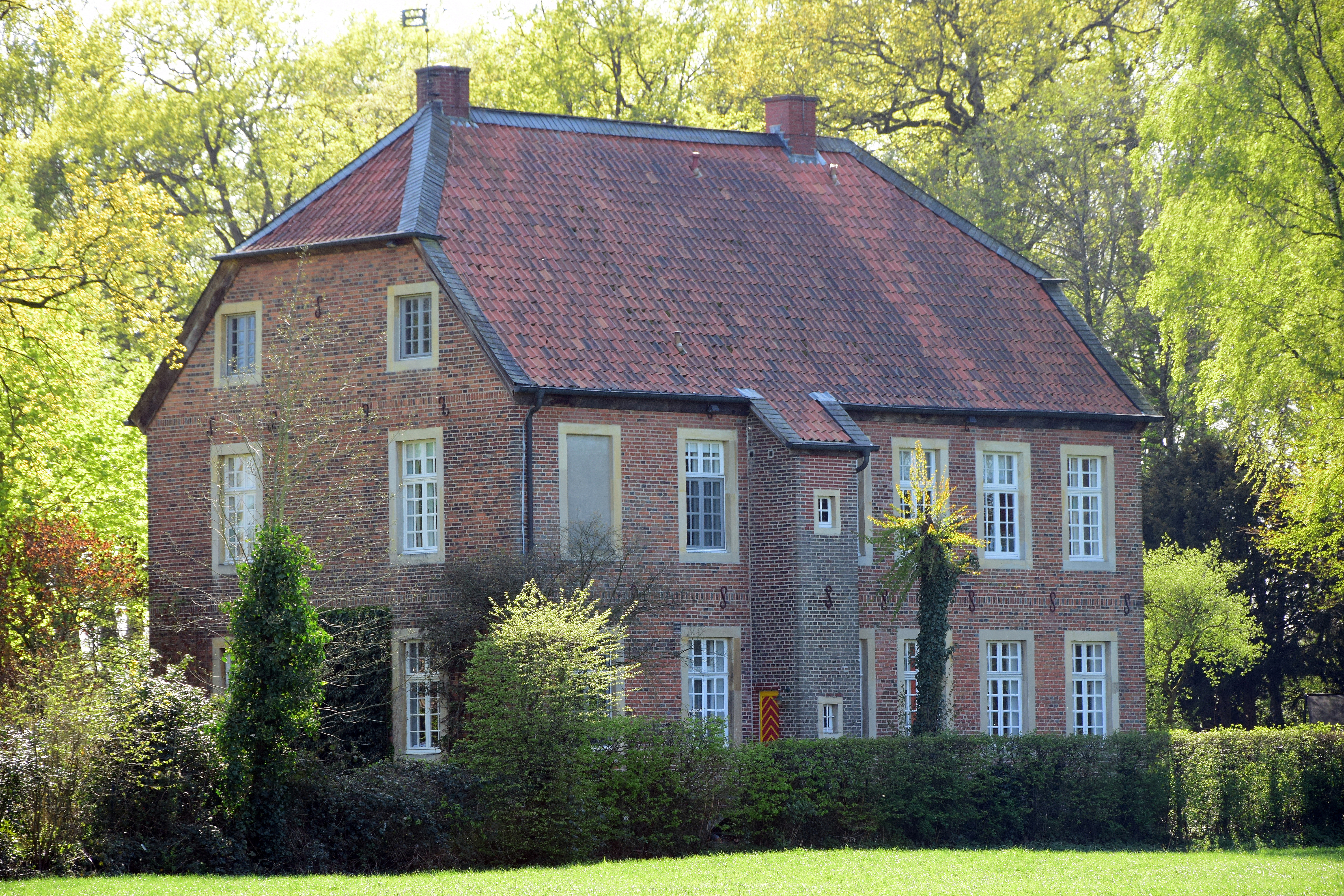
グレニンガー館
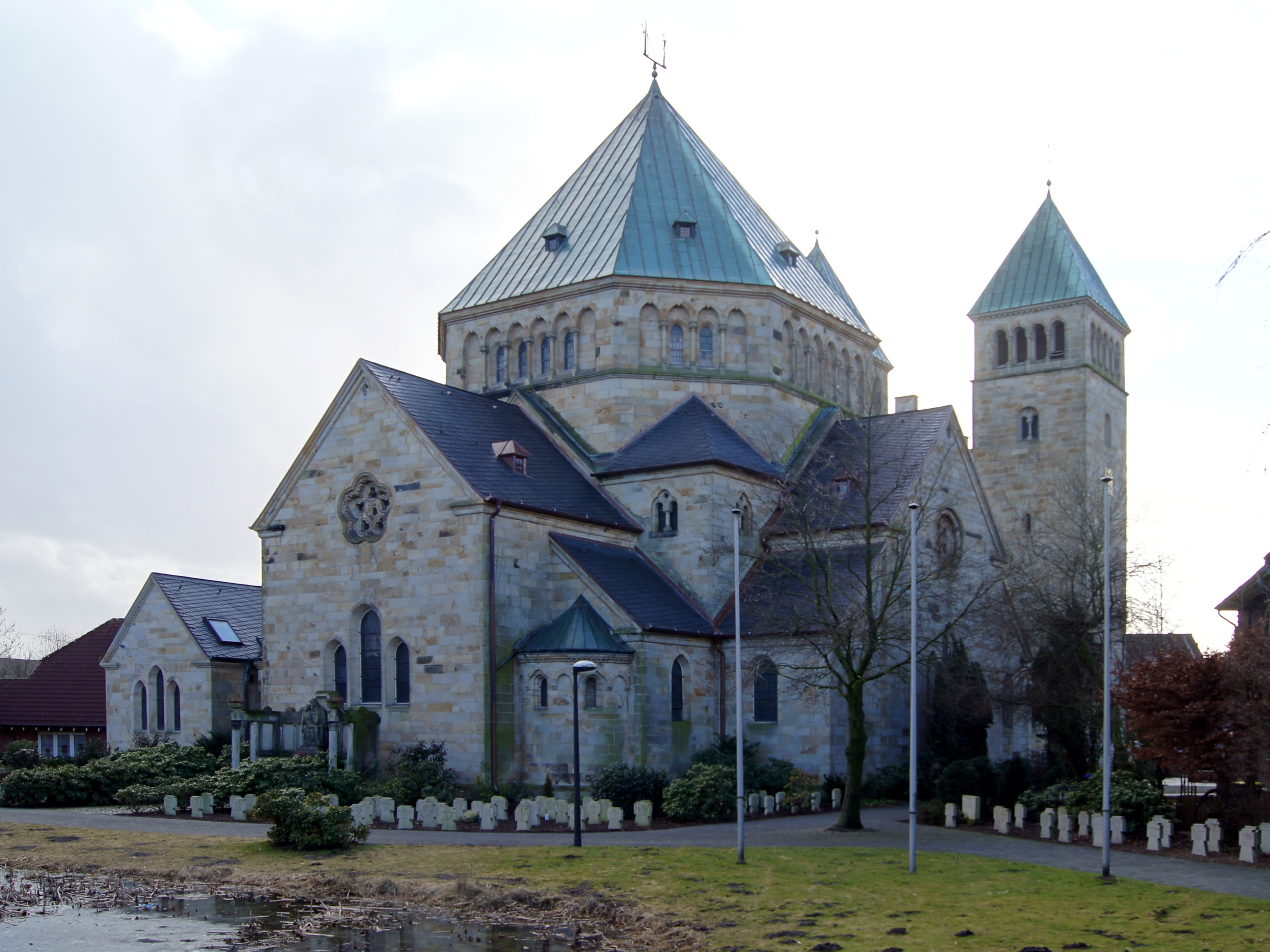
聖ファビアンおよびゼバスティアン教区教会
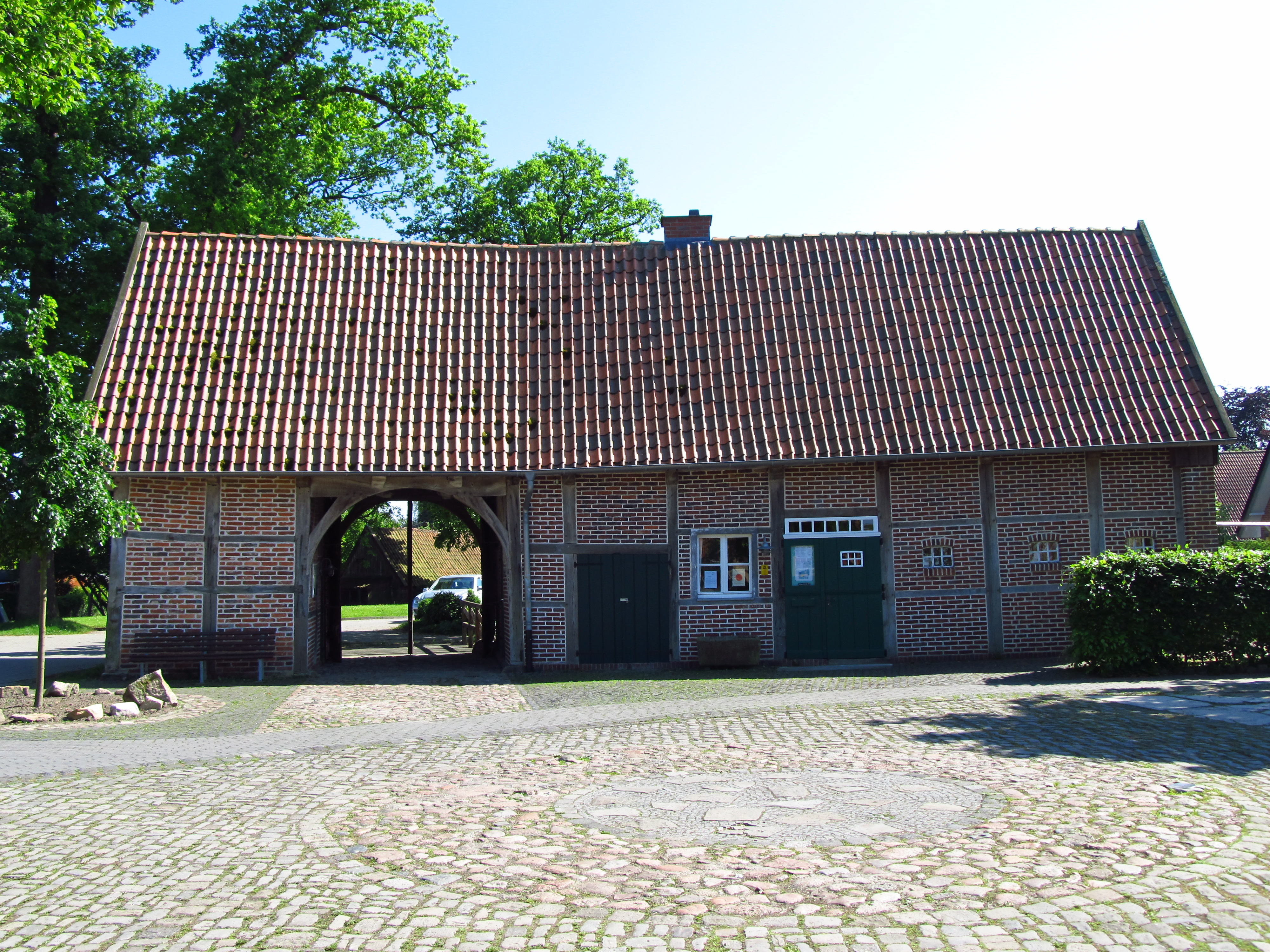
ホルトヴィック館の楼門
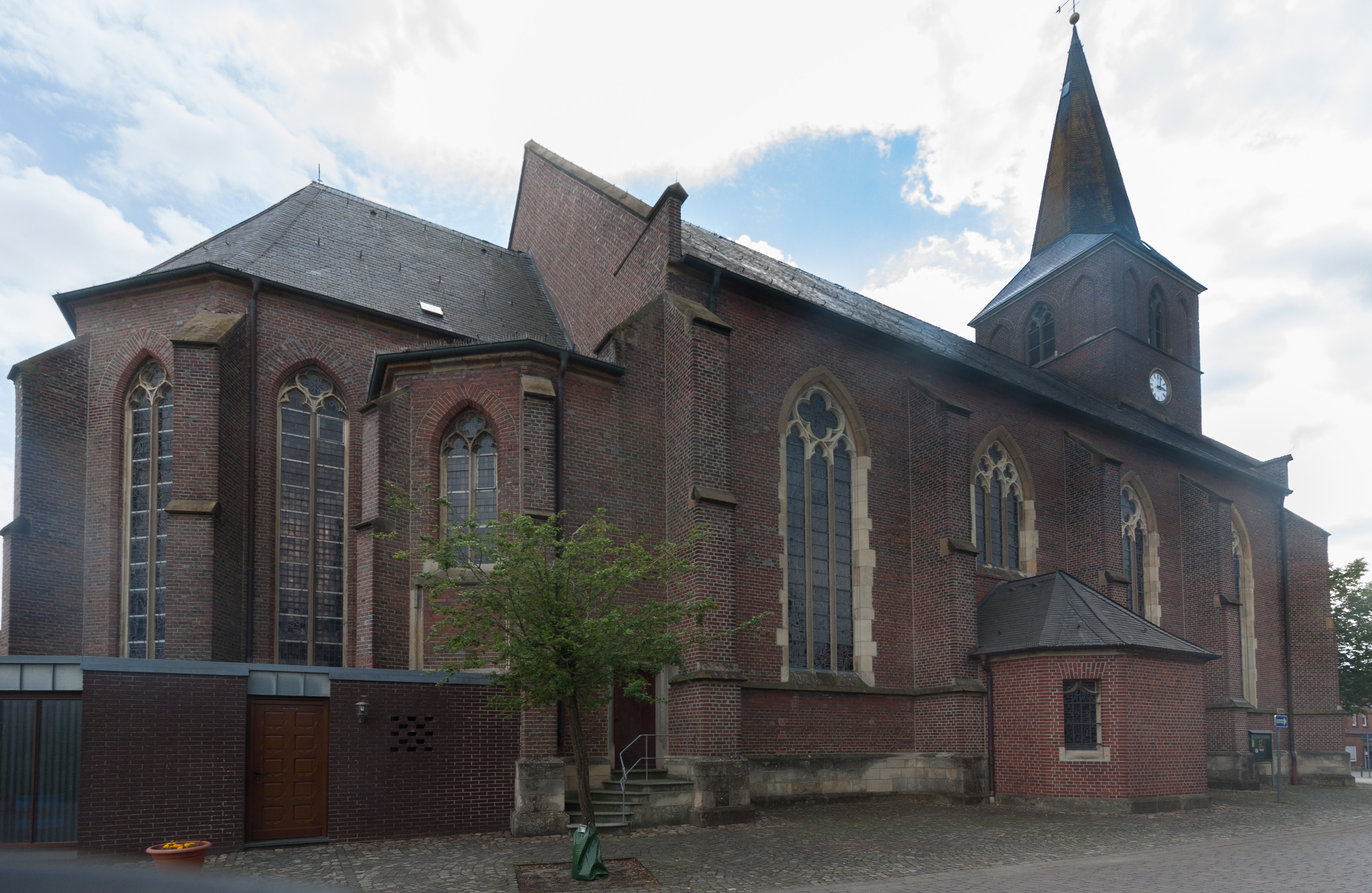
ホルトヴィックの聖ニコラウス教会
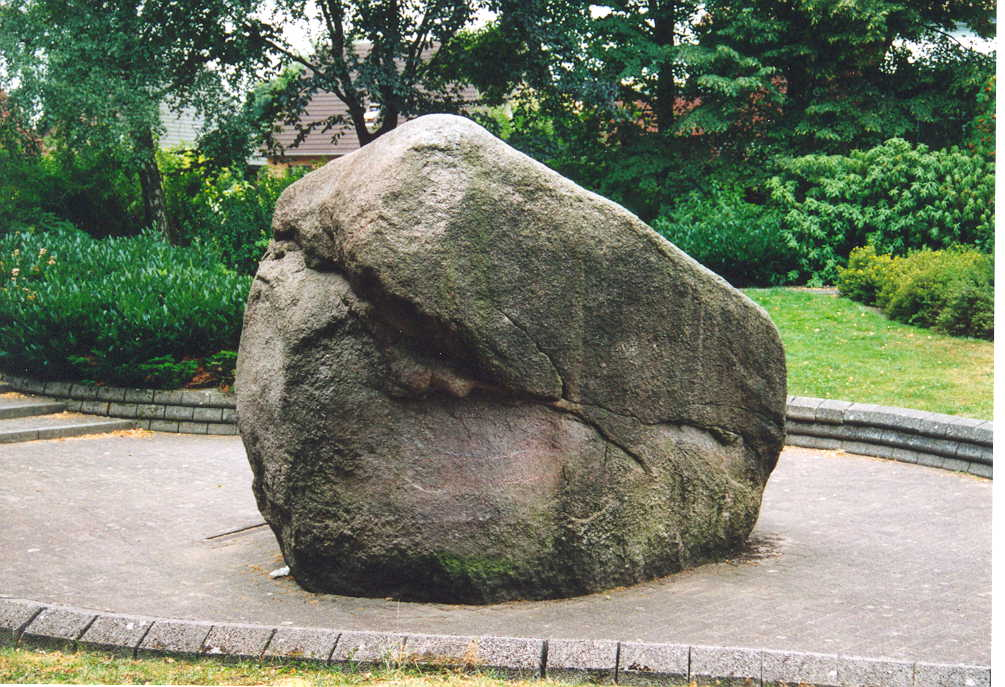
ホルトヴィッカー・アイ

### 高台
- オスターヴィックの東に位置するクルーゼ・バイムケン: ここからは、ヴェールシェ館やオスターヴィックの集落を一望することができる。三十年戦争の際、ティリー伯はここに陣を構えた。

### スポーツ
ドイツ・スポーツ連盟の評価によれば、ローゼンダールは2008年現在 40.7 % がスポーツに親しんでおり、コースフェルト郡で最もスポーツ好きな町である。ローゼンダール住民のほぼ半数がスポーツクラブに属している。これはノルトライン＝ヴェストファーレン州でもトップクラスの数値である。

## 経済と社会資本
3つの地区それぞれに産業地区があり、主に中小企業が立地している。食料品および飲料製造、化学、運輸、木工、建築などの重要な会社が成立している。ホルトヴィック「手工業村」は、作業場だけでなく体験交流や共同作業の場も提供している。

### 交通
ローゼンダール西部の農場集落ヘーゲロルトがアウトバーン31号線に接している。ゲッシャー/コースフェルト・インターチェンジおよびレヒデン/アーハウス・インターチェンジは、ともにホルトヴィックから約 10 km に位置している。連邦道474号線がホルトヴィック地区を通っている。

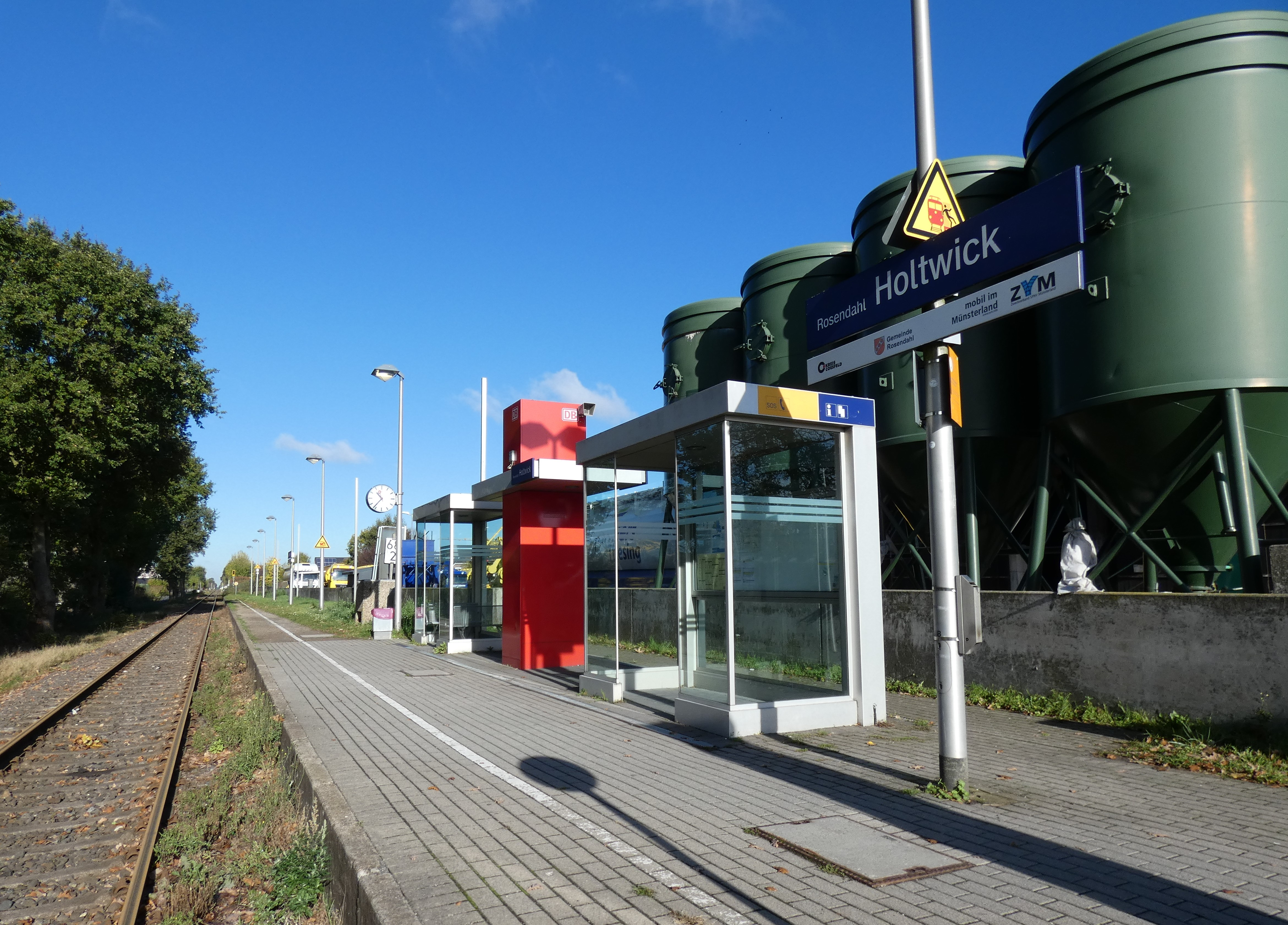
ローゼンダール＝ホルトヴィック駅

ホルトヴィック地区を鉄道ドルトムント - グローナウ - エンスヘデ線が通っている。ローゼンダール＝ホルトヴィック駅には、1時間ごとにドルトムント方面およびエンスヘデ方面行きのヴェストミュンスターラント鉄道 (RB 51) が発着する。
ローゼンダールは、自動車を持たない人（たとえば老人や若者）の移動を改善し、公共旅客近郊交通を補完するために地域内をネットワーク化する手段として、ライドシェアリングベンチが整備されている自治体の1つである。特にホルトヴィック、オスターヴィック、ダールフェルトでは、近隣地区まで民間の自動車に無料で乗ることができるようになっている。
ローゼンダールは、欧州自転車道R1号線（イギリスからミュンスターやベルリンを経由してロシアまで）やフェヒテタール自転車道で結ばれている。

### 教育
ローゼンダールには基礎課程学校が3校ある。2009/10年度からゼクンダーシューレ（中等学校）・レヒデン・ローゼンダール（パウルス・ファン・フーゼン・シューレ）が開校した。郡庁所在地のコースフェルトでは実科学校 2校、ギムナジウム 3校がローゼンダールからの進学者を受け容れている。

## 人物

### 出身者
- ハインリヒ・ムッシングホフ（ドイツ語版、英語版）（1940年 - ）アーヘン名誉司教

### ゆかりの人物
- クラウス・バルケンホール（ドイツ語版、英語版）（1939年 - ）馬場馬術選手、指導者。
- ウルリヒ・キルヒホフ（ドイツ語版、英語版）（1967年 - ）障害飛越競技選手、指導者。